# Lladroc
Lladroc / Ladrovac (cyr. Ладровац) – wieś w Kosowie, w regionie Prizren, w gminie Malishevë/Mališevo. W 2011 roku liczyła 1708 mieszkańców. 